# Litoria inermis
Litoria inermis és una espècie de granota de la família dels hílids. És un endemisme del nord d'Austràlia. Es troba des de la Regió de Kimberley, al nord d'Austràlia Occidental, passant pel nord del Territori del Nord i pel nord-est de Queensland fins a la costa central d'aquest estat. Només es coneix de baixes altituds i és comuna.
Habita en planes al·luvials costaneres i fluvials, boscos monsònics, boscos de savana i prats. La reproducció té lloc entre novembre i març en basses temporals, on els ous es ponen en masses d'entre 100 i 330. El desenvolupament dura unes 10 setmanes.